# Pheidole punctulata
Pheidole punctulata är en myrart som beskrevs av Mayr 1866. Pheidole punctulata ingår i släktet Pheidole och familjen myror.

## Underarter
Arten delas in i följande underarter:
- P. p. atrox
- P. p. punctulata
- P. p. spinosa
- P. p. subatrox

## Bildgalleri

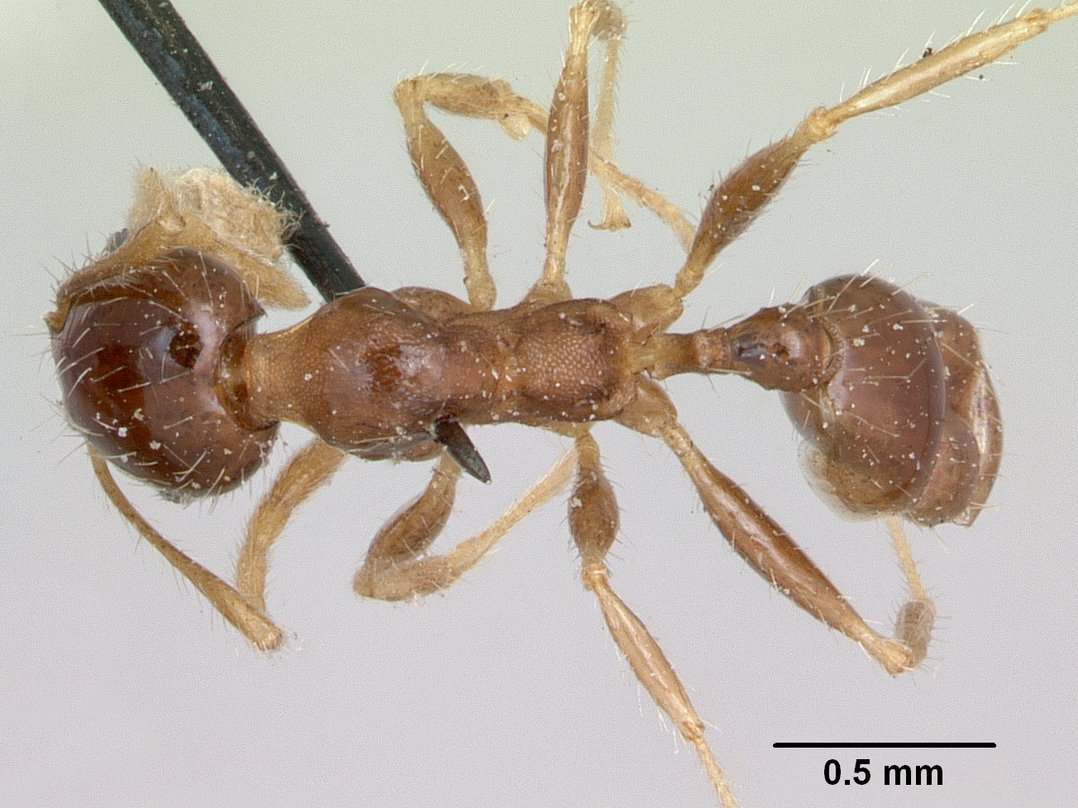
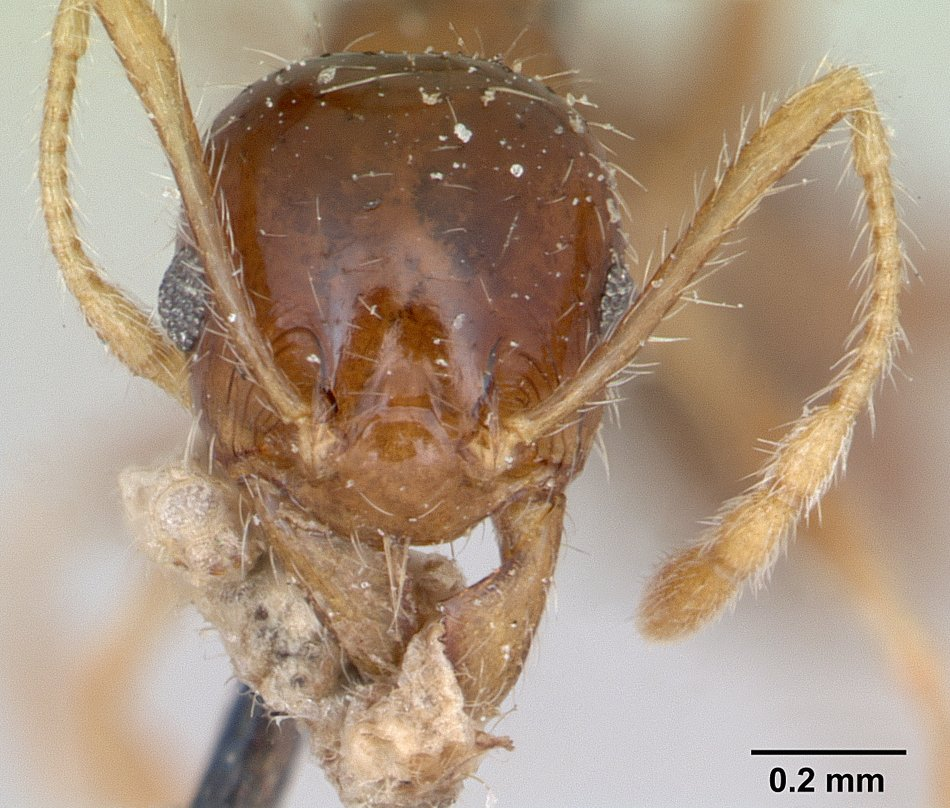
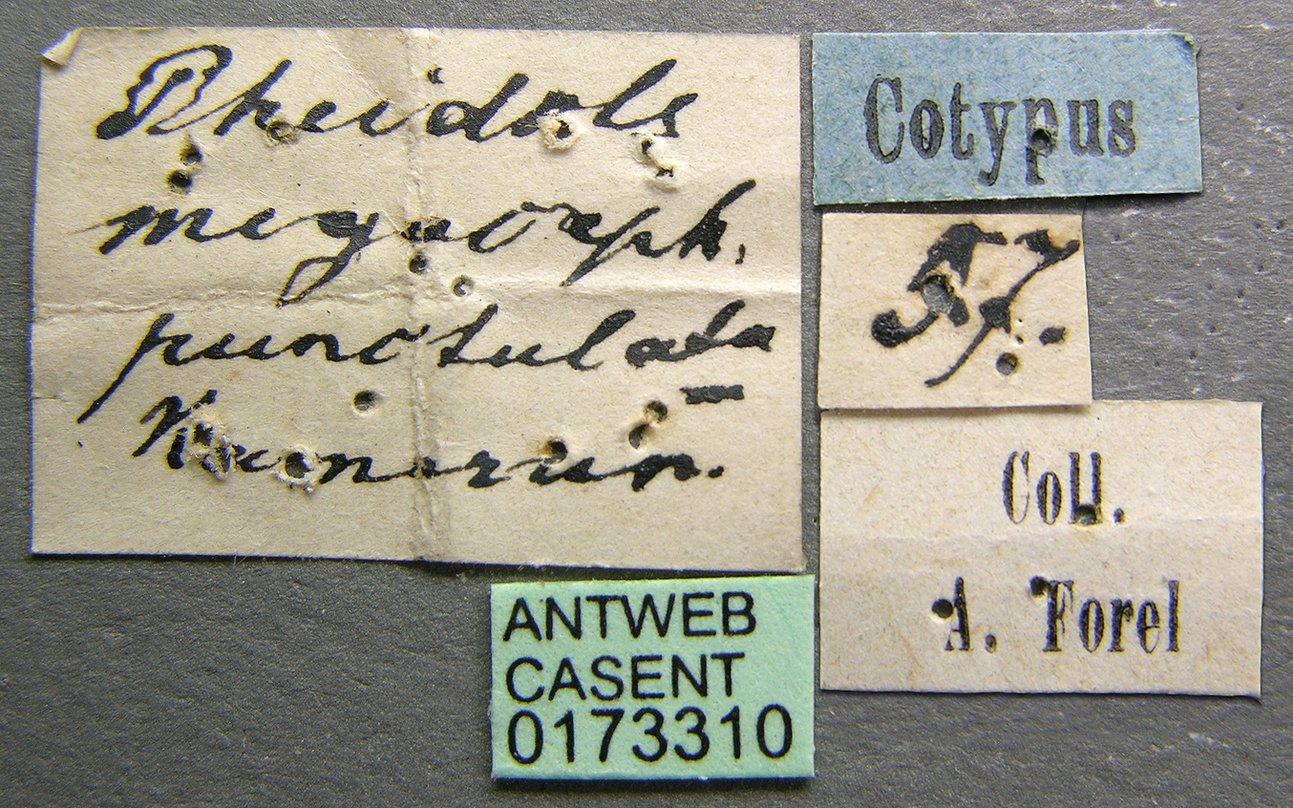
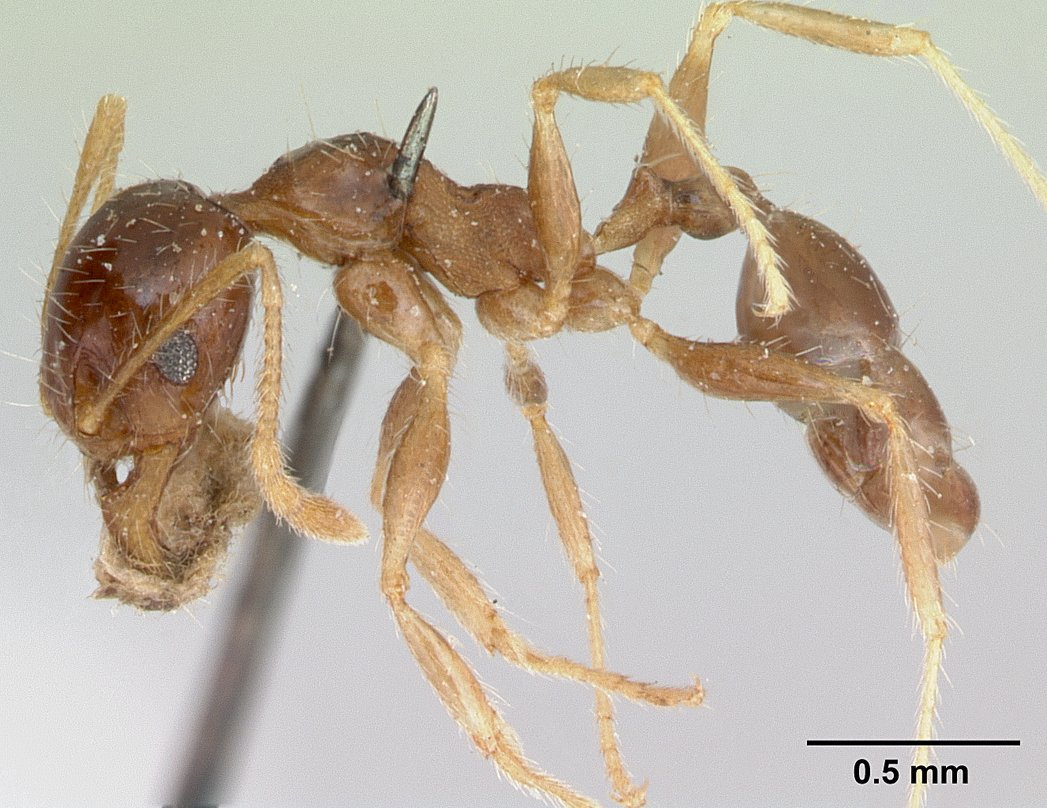
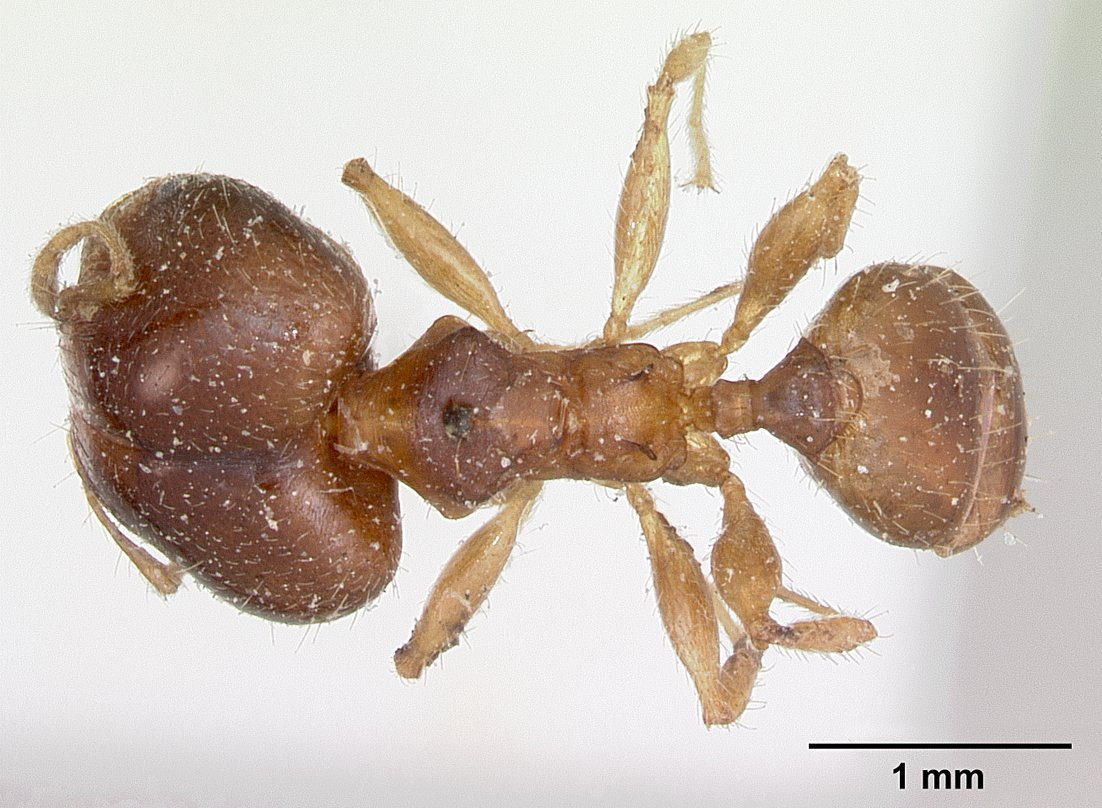
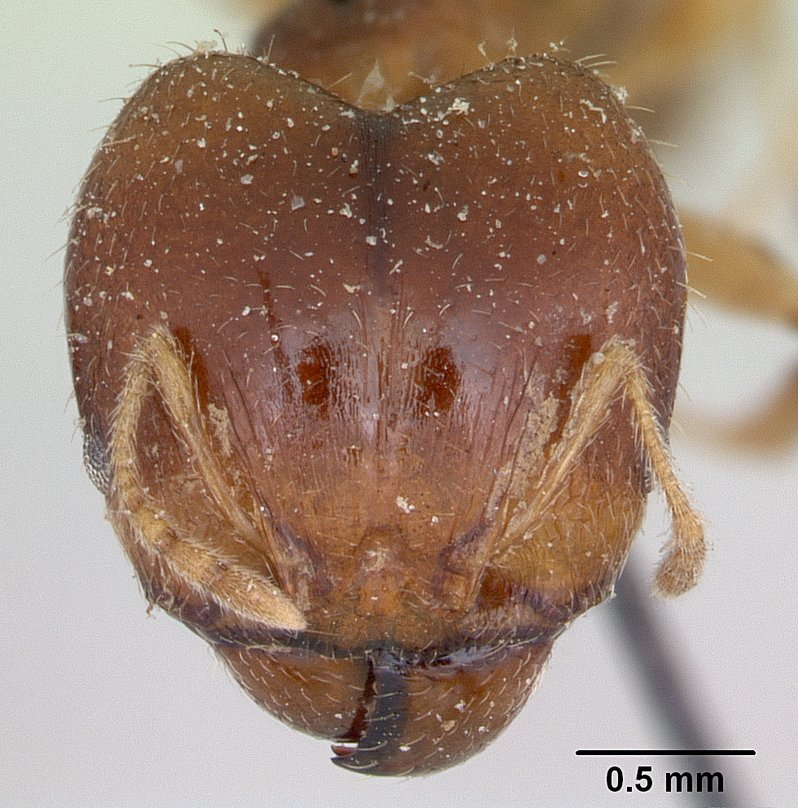